# Hilde Gjermundshaug Pedersen
Hilde Gjermundshaug Pedersen (Hamar, 9 november 1964) is een voormalig Noors langlaufster. Pedersen, ook wel aangeduid als Hilde GP, debuteerde in 1984 in de wereldbeker. In 2002 en 2006 nam ze voor Noorwegen deel aan de Olympische Winterspelen waarbij ze respectievelijk een zilveren medaille op de 4x5 km estafette en een bronzen medaille op de 10 km klassieke stijl behaalde. Bij de WK in 2005 behaalde ze twee wereldtitels (team sprint en 4x5 km estafette). Naast het langlaufen was ze ook actief in ski-oriëntering, een wintervariant van de oriëntatiesport.